# Miguel d'Escoto Brockmann
Miguel d'Escoto Brockmannn (født 5. februar 1933, død 8. juni 2017) var en nicaraguansk diplomat, politiker og katolsk præst.
Fra september 2008 til september 2009 var han formand for FN's generalforsamling. I 2011 fungerede han desuden som den sidste FN-ambassadør for Muammar Gaddafis libyske styre. Tidligere var han i perioden 1979-1990 Nicaraguas udenrigsminister i sandinisternes regering under præsident Daniel Ortega.